# Alfred Rosesco
Alfred W. Rosesco (* 1. Januar 1914 in New York City; † 27. Februar 1985 in Dover, New Hampshire) war ein US-amerikanischer Handballspieler.

## Leben und Karriere
Roseco gehörte auf Vereinsebene dem German Sport Club aus Brooklyn an. Mit der US-amerikanischen Nationalmannschaft nahm er am olympischen Feldhandballturnier 1936 teil und wurde in allen drei Spielen gegen Ungarn (2:7), Deutschland (1:29) und Rumänien (3:10) eingesetzt.
Im Zweiten Weltkrieg wurde Rosesco Mitglied der United States Army. Auch nach dem Ende des Krieges blieb er Militärangehöriger, zuletzt im Rang des Oberstleutnants. Er war verheiratet mit Audrey May geb. Harness (1917–2001).